# Dirka po Španiji 2025
Dirka po Španiji 2025 bo 80. izvedba dirke po Španiji, tritedenske moške cestne kolesarske etapne dirke. Začela se bo 23. avgusta v Torinu, končala pa 14. septembra v Madridu.

## Ekipe
UCI WorldTeams
- Alpecin–Deceuninck
- Arkéa–B&B Hotels
- Cofidis
- Decathlon–AG2R La Mondiale
- EF Education–EasyPost
- Groupama–FDJ
- Ineos Grenadiers
- Intermarché–Wanty
- Lidl–Trek
- Movistar Team
- Red Bull–Bora–Hansgrohe
- Soudal–Quick-Step
- Team Bahrain Victorious
- Team Jayco–AlUla
- Team Picnic PostNL
- UAE Team Emirates XRG
- Visma–Lease a Bike
- XDS Astana Team

UCI ProTeams
- Burgos Burpellet BH
- Caja Rural–Seguros RGA
- Israel–Premier Tech
- Lotto
- Q36.5 Pro Cycling Team

## Etape
| Etapa  | Datum         | Štart/Cilj                                                             | Razdalja    | Tip         | Tip                  | Zmagovalec  |
| ------ | ------------- | ---------------------------------------------------------------------- | ----------- | ----------- | -------------------- | ----------- |
| 1      | 23. avgust    | Torino (Italija) — Novara (Italija)                                    | 200 km      |             | ravninska etapa      |             |
| 2      | 24. avgust    | Alba (Italija) — Limone Piemonte (Italija)                             | 157 km      |             | ravninska etapa      |             |
| 3      | 25. avgust    | San Maurizio Canavese (Italija) — Ceres (Italija)                      | 139 km      |             | hribovita etapa      |             |
| 4      | 26. avgust    | Susa (Italija) — Voiron (Francija)                                     | 192 km      |             | hribovita etapa      |             |
| 5      | 27. avgust    | Figueres — Figueres                                                    | 20 km       |             | ekipni kronometer    |             |
| 6      | 28. avgust    | Olot — Pal (Andora)                                                    | 170 km      |             | gorska etapa         |             |
| 7      | 29. avgust    | Andorra la Vella (Andora) — Cerler (Huesca La Magia)                   | 187 km      |             | gorska etapa         |             |
| 8      | 30. avgust    | Monzón (Templario) — Zaragoza                                          | 187 km      |             | gorska etapa         |             |
| 9      | 31. avgust    | Alfaro — Valdezcaray                                                   | 195 km      |             | razgibana etapa      |             |
|        | 1. september  | dan počitka                                                            | dan počitka | dan počitka | dan počitka          | dan počitka |
| 10     | 2. september  | Arguedas (Parque de la Naturaleza Sendaviva) — El Ferial Larra Belagua | 168 km      |             | ravninska etapa      |             |
| 11     | 3. september  | Bilbao — Bilbao                                                        | 167 km      |             | hribovita etapa      |             |
| 12     | 4. september  | Laredo — Los Corrales de Buelna                                        | 143 km      |             | hribovita etapa      |             |
| 13     | 5. september  | Cabezón de la Sal — L'Angliru                                          | 202 km      |             | gorska etapa         |             |
| 14     | 6. september  | Avilés — Alto de La Farrapona                                          | 135 km      |             | gorska etapa         |             |
| 15     | 7. september  | Vegadeo — Monforte de Lemos                                            | 167 km      |             | hribovita etapa      |             |
|        | 8. september  | dan počitka                                                            | dan počitka | dan počitka | dan počitka          | dan počitka |
| 16     | 9. september  | Poio — Mos (Castro de Herville)                                        | 172 km      |             | hribovita etapa      |             |
| 17     | 10. september | O Barco de Valdeorras — Ponferrada (Alto de El Morredero)              | 137 km      |             | hribovita etapa      |             |
| 18     | 11. september | Valladolid — Valladolid                                                | 26 km       |             | posamični kronometer |             |
| 19     | 12. september | Rueda — Guijuelo                                                       | 159 km      |             | ravninska etapa      |             |
| 20     | 13. september | Robledo de Chavela — Bola del Mundo                                    | 156 km      |             | gorska etapa         |             |
| 21     | 14. september | Valdeolmos-Alalpardo — Madrid                                          | 101 km      |             | ravninska etapa      |             |
| Skupaj | Skupaj        | Skupaj                                                                 | 3265 km     | 3265 km     | 3265 km              | 3265 km     |